# مزرعه حسین
مزرعه حسین روستایی در دهستان گاریزات بخش گاریزات شهرستان تفت استان یزد ایران است.

## جمعیت
بر پایه سرشماری عمومی نفوس و مسکن در سال ۱۳۹۵ جمعیت این روستا ۸۶ نفر (۳۱خانوار) بوده‌است.